# Conistra caerulescens
Conistra caerulescens är en fjärilsart som beskrevs av Galvagni 1920. Conistra caerulescens ingår i släktet Conistra och familjen nattflyn. Inga underarter finns listade i Catalogue of Life.